# بی‌ان‌اس کاراتوا
بی‌ان‌اس کاراتوا (به انگلیسی: BNS Karatoa) یک کشتی است که طول آن 59.5 meter می‌باشد. این کشتی در سال ۱۹۷۹ ساخته شد.